# Milan Adam
Milan Adam (ur. 28 maja 1928 w Pardubicach, zm. 22 września 2008 w Pradze) – czeski lekarz reumatolog i naukowiec, minister szkolnictwa, młodzieży i kultury fizycznej (1989–1990), przewodniczący Czechosłowackiej Partii Socjalistycznej (1990–1991). 

## Życiorys
W 1952 ukończył studia na Wydziale Lekarskim Uniwersytetu Karola. Specjalizował się w reumatologii oraz kolagenach. Jako lekarz odbywał liczne staże w instytucjach naukowych i lekarskich Europy (m.in. Max Planck Institut für Eiweiß- und Lederforschung w Monachium). Od 1945 członek Czechosłowackiej Partii Narodowo-Socjalistycznej, po 1948 znalazł się w szeregach koncesjonowanych socjalistów. Od 1989 do 1990 stał na czele resortu szkolnictwa, młodzieży i kultury fizycznej. W latach 1990–1991 pełnił obowiązki prezesa Czechosłowackiej Partii Socjalistycznej po odejściu z urzędu Jiří Vyvadila.
Był członkiem New York Academy of Sciences.